# Consiglio di difesa nazionale della Repubblica Democratica Tedesca

Bandiera del presidente del Consiglio di difesa nazionale

Nella Repubblica Democratica Tedesca (RDT), il Consiglio di difesa nazionale (in tedesco Nationale Verteidigungsrat – NVR) fu un organo collegiale creato nel 1960 quale supremo responsabile della sicurezza nazionale, inclusi i piani di mobilitazione. Aveva il comando supremo delle forze armate (comprese le forze di sicurezza interne) ed il suo presidente era considerato comandante in capo delle stesse.

## Storia
Il predecessore del Consiglio di difesa nazionale fu la Commissione per la sicurezza del Comitato centrale del Partito Socialista Unificato di Germania (SED), che si riunì per la prima volta il 6 luglio 1954. Con l'emanazione della Legge sulla costituzione del Consiglio di difesa nazionale della RDT, il 13 febbraio 1960, la Commissione per la sicurezza fu trasformata nel Consiglio di difea nazionale.
Il 12 settembre 1960, quando fu creato il Consiglio di Stato quale organo di Capo di Stato collegiale in sostituzione del Presidente della Repubblica, la relativa legge, che modificava la Costituzione del 1949, riconobbe il ruolo del Consiglio di difesa nazionale nella politica di difesa della RDT.
La costituzione entrata in vigore il 9 aprile 1968 attribuì al Consiglio di difesa nazionale la direzione suprema dello Stato in tempo di guerra o in caso di emergenza nazionale, con piena autorità legislativa e esecutiva.
La prima seduta del Consiglio di difesa nazionale si tenne il 16 marzo 1960; la 78ª ed ultima, il 16 giugno 1989.

## Struttura
Il Consiglio di difesa nazionale era costituito dal presidente e da almeno altri 12 membri (nel 1989 erano in tutto 18), nominati dal Consiglio di Stato (il presidente su proposta della Camera del popolo).
La presidenza fu sempre attribuita al leader (Primo segretario fino al 1976, poi Segretario generale) della SED e agli altri membri scelti all'interno del Comitato centrale del partito e, per la maggior parte, al suo Ufficio politico. Tra i suoi componenti vi furono sempre il Presidente della Camera del popolo, il Presidente e i due Primi Vicepresidenti del Consiglio dei ministri, alcuni ministri e alti ufficiali con ruoli di comando negli organi armati (bewaffnete Organe) dello Stato: la Nationale Volksarmee. la Volkspolizei e il Ministero per la Sicurezza dello Stato (comunemente noto come Stasi).
Sotto la direzione del Consiglio di difesa nazionale vi erano organi organizzati a livello regionale (Bezirkeinsatzleitungen)  e distrettuale (Einsatzleitungenkreis), i cui presidenti erano i primi segretari della SED di quelle aree.

## Presidenti
| Presidente | Presidente | Presidente      | Partito                                  | Inizio          | Fine            |
| ---------- | ---------- | --------------- | ---------------------------------------- | --------------- | --------------- |
|            |            | Walter Ulbricht | Partito Socialista Unificato di Germania | 16 marzo 1960   | 3 maggio 1971   |
|            |            | Erich Honecker  | Partito Socialista Unificato di Germania | 3 maggio 1971   | 18 ottobre 1989 |
|            |            | Egon Krenz      | Partito Socialista Unificato di Germania | 18 ottobre 1989 | 6 dicembre 1989 |

## Bunker sotterraneo
A Prenden, vicino a Wandlitz, fu costruito un bunker sotterraneo per i membri del Consiglio di difesa nazionale; si tratta del più grande complesso di questo genere nella Repubblica Democratica Tedesca.

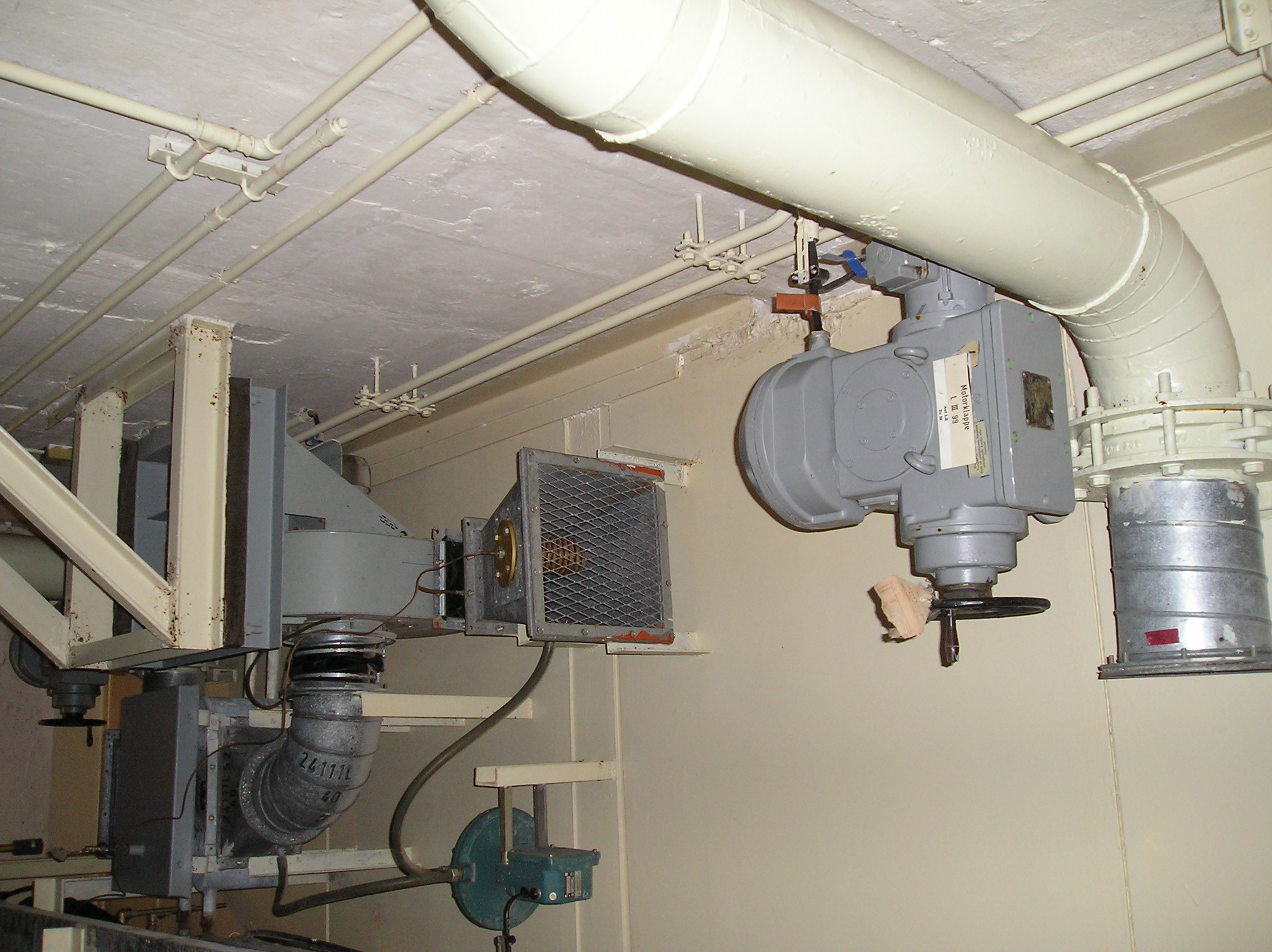
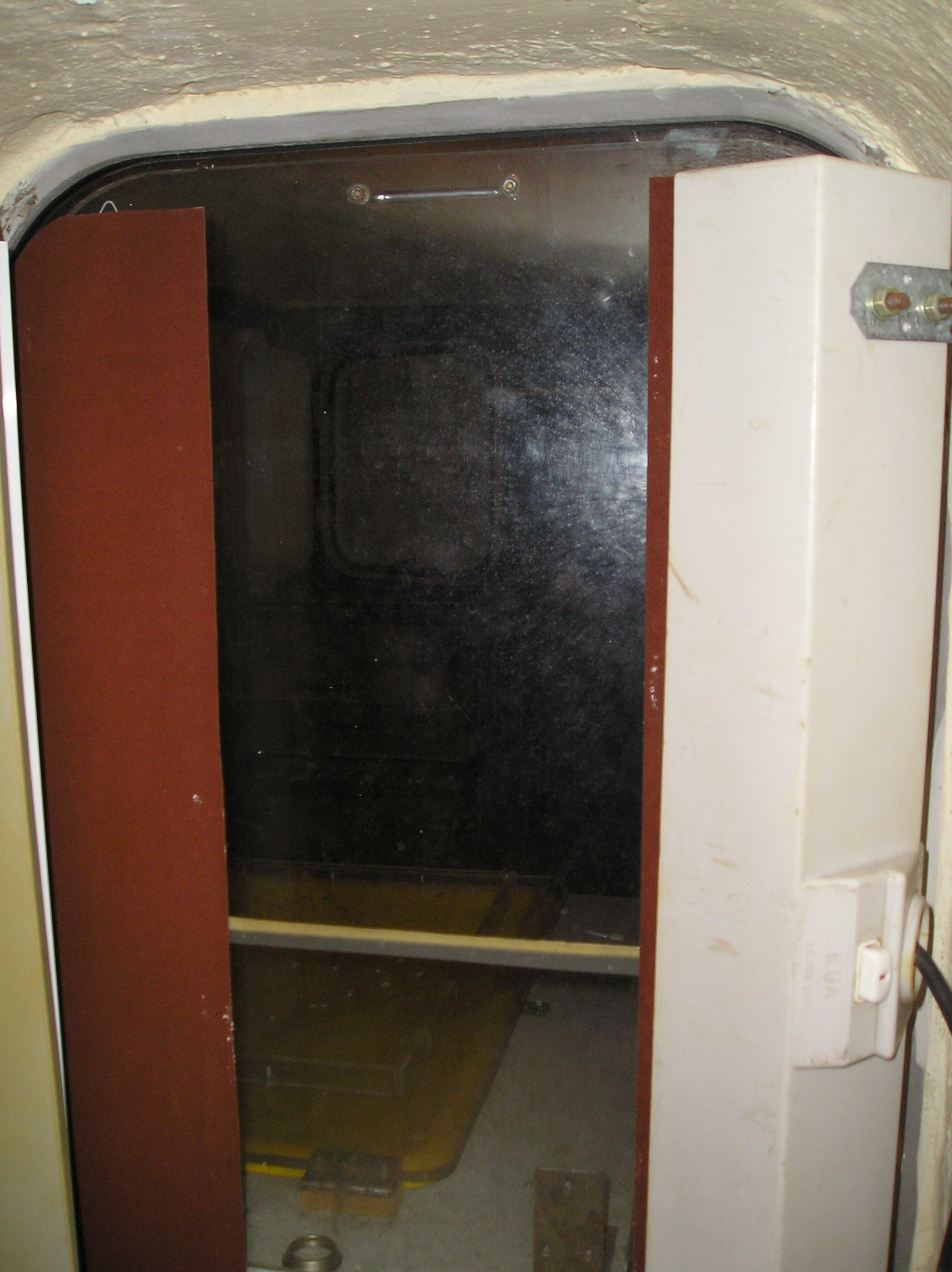
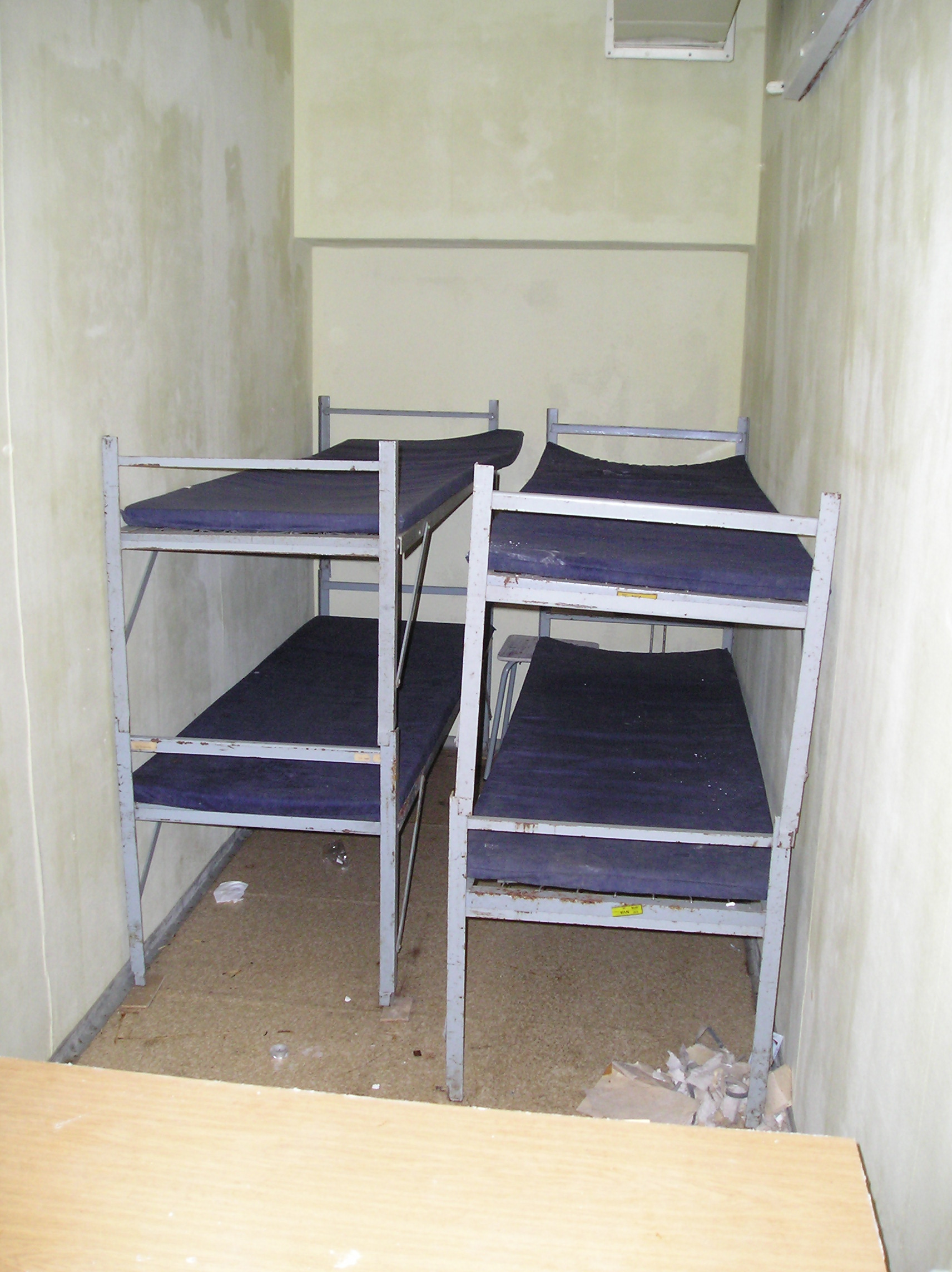
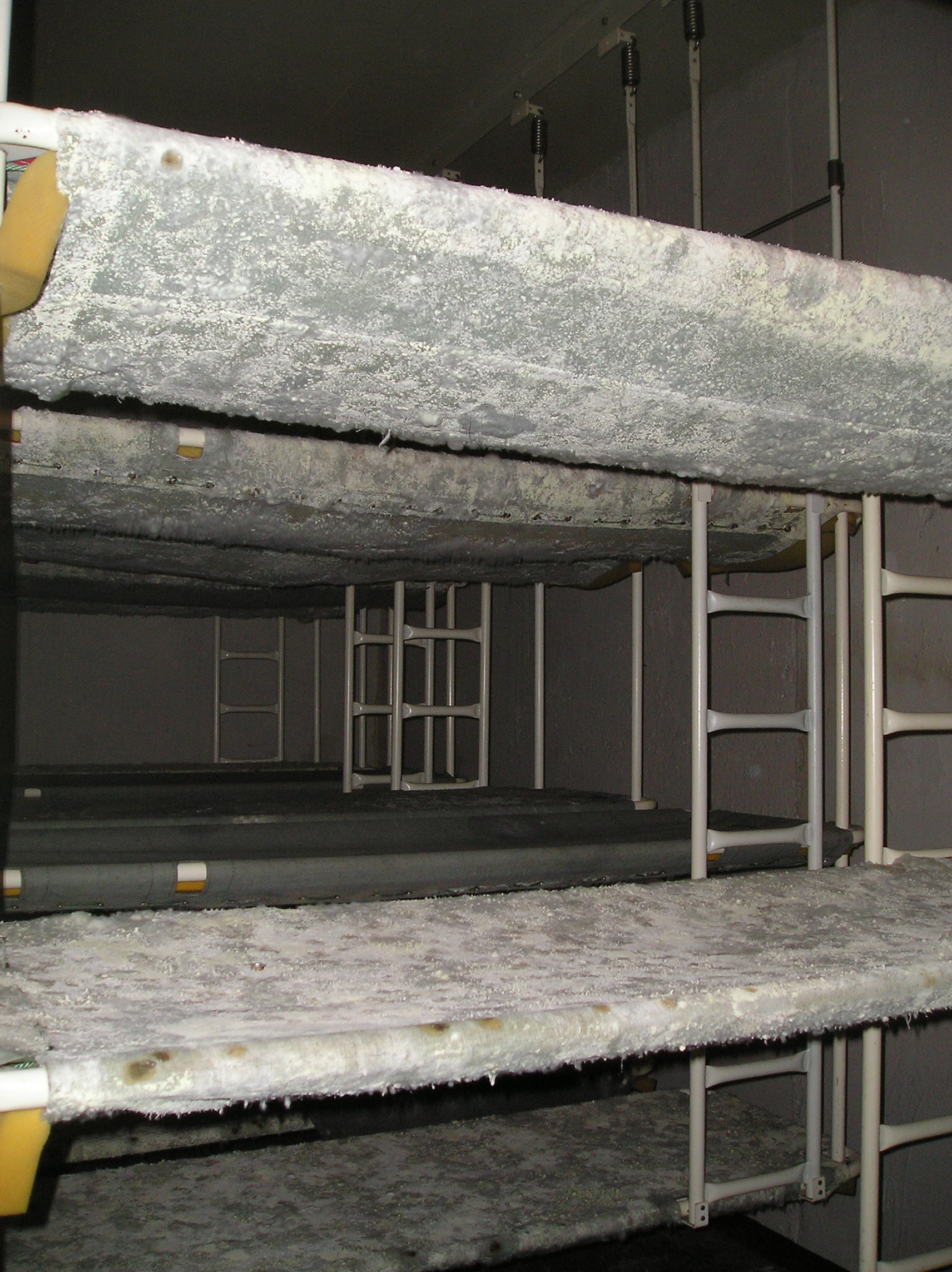
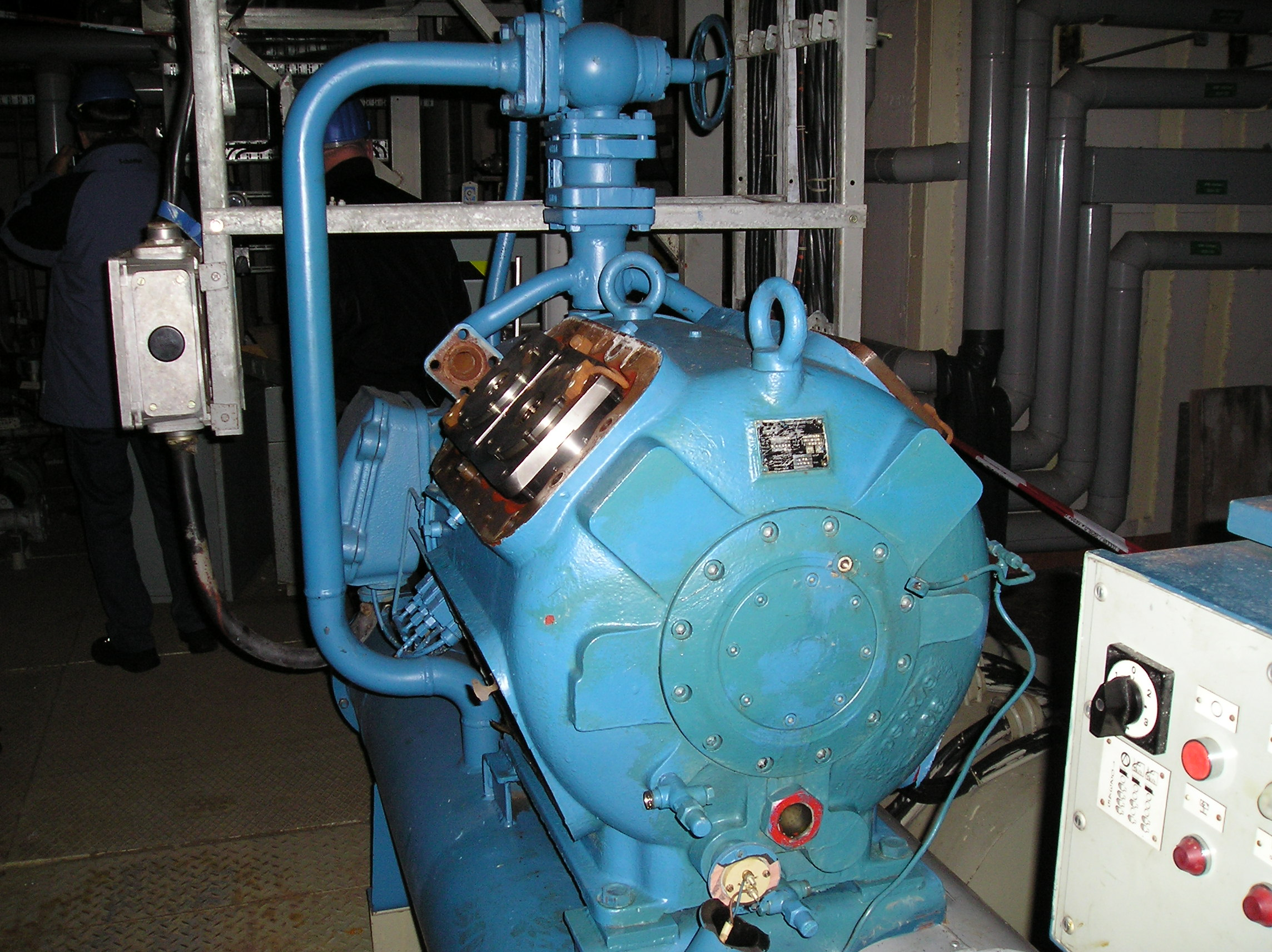
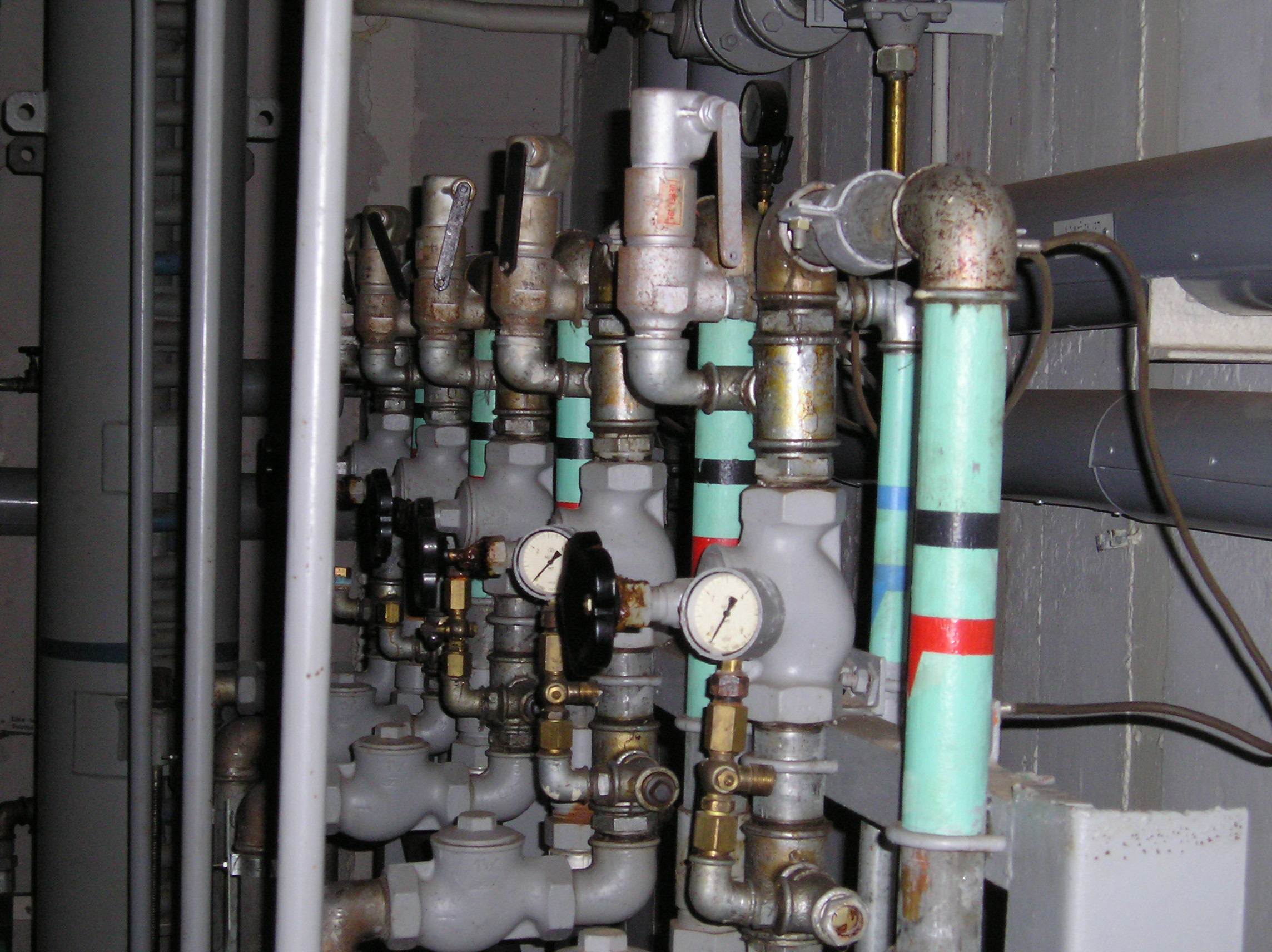
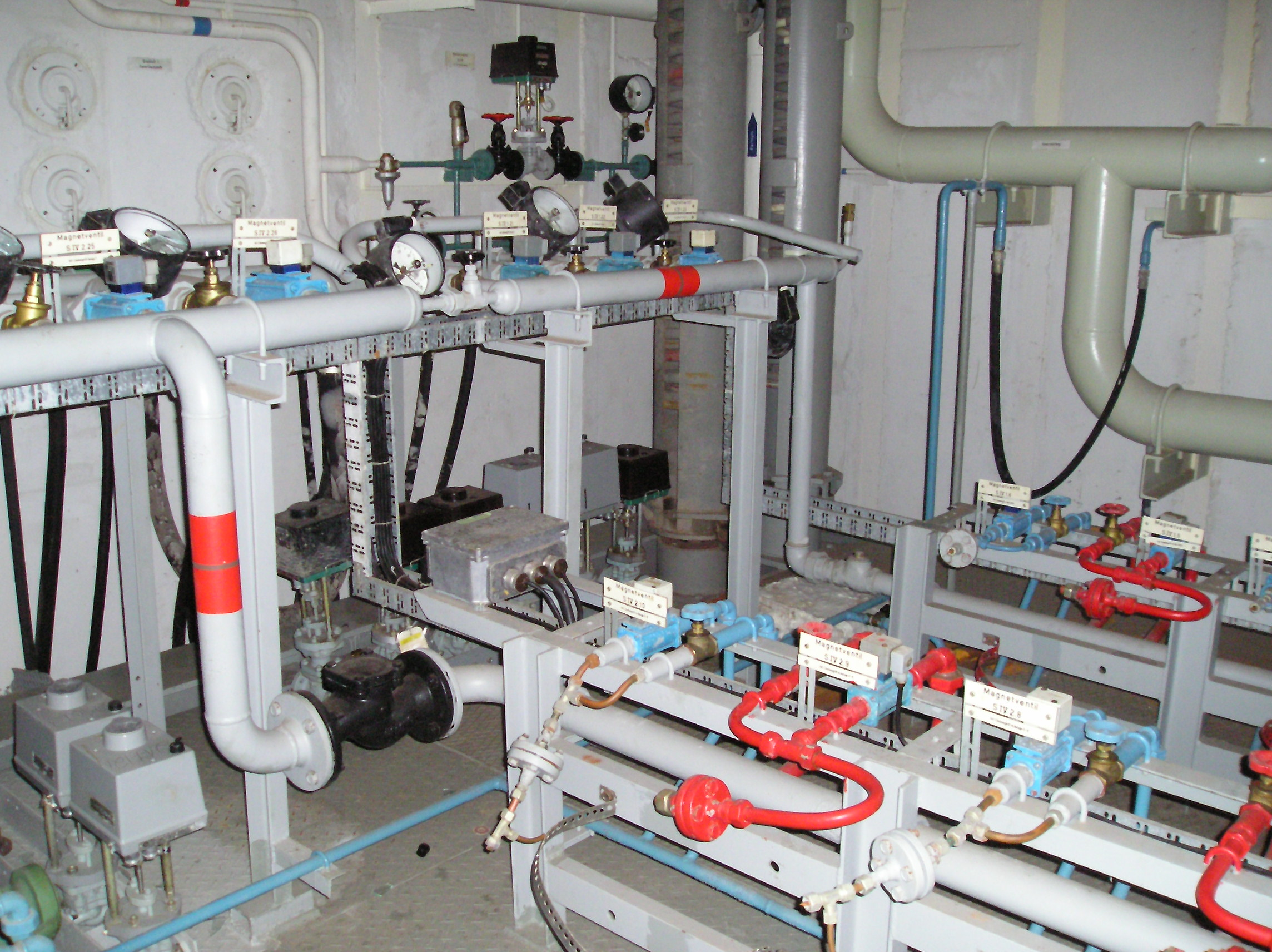
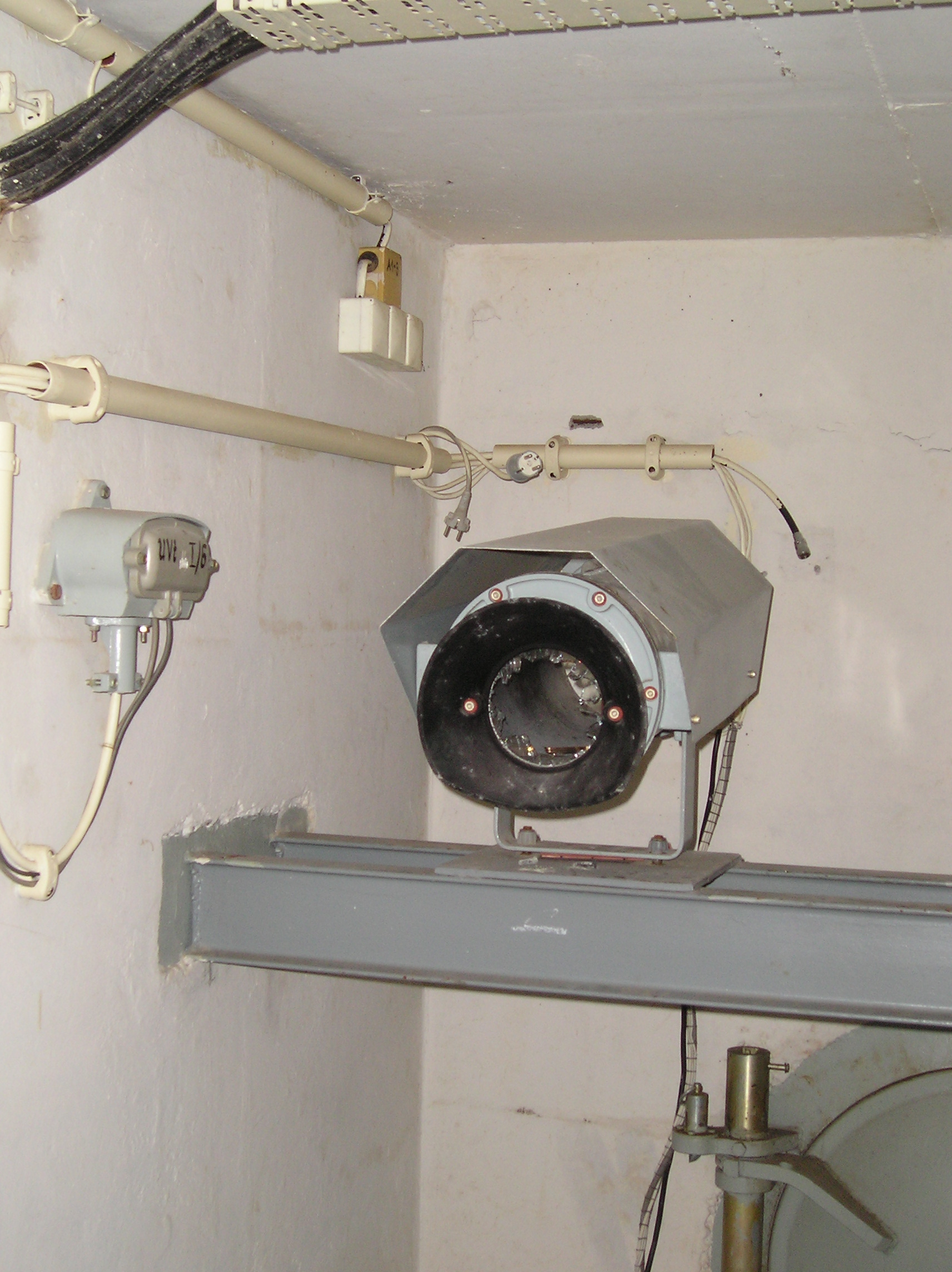
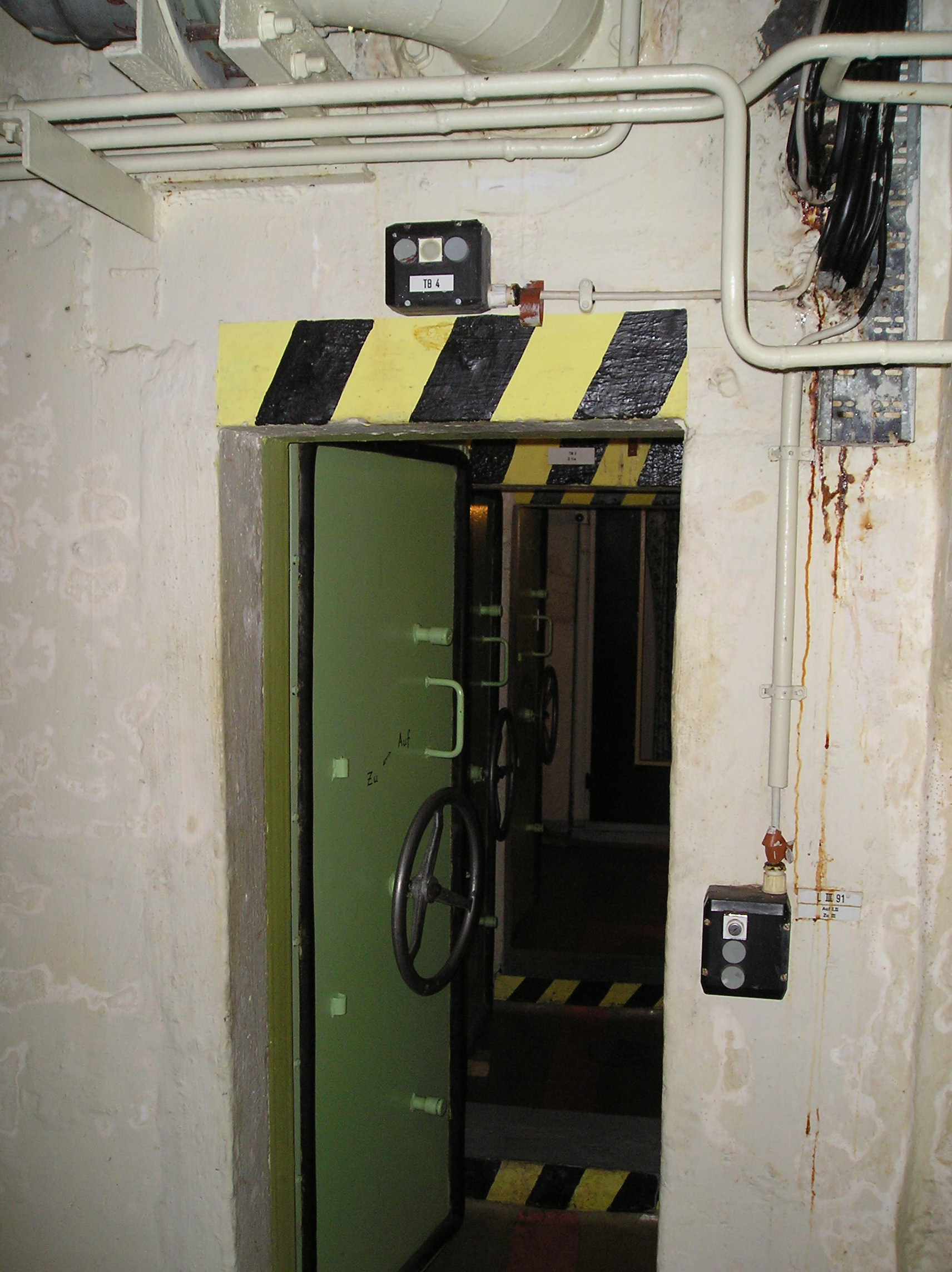
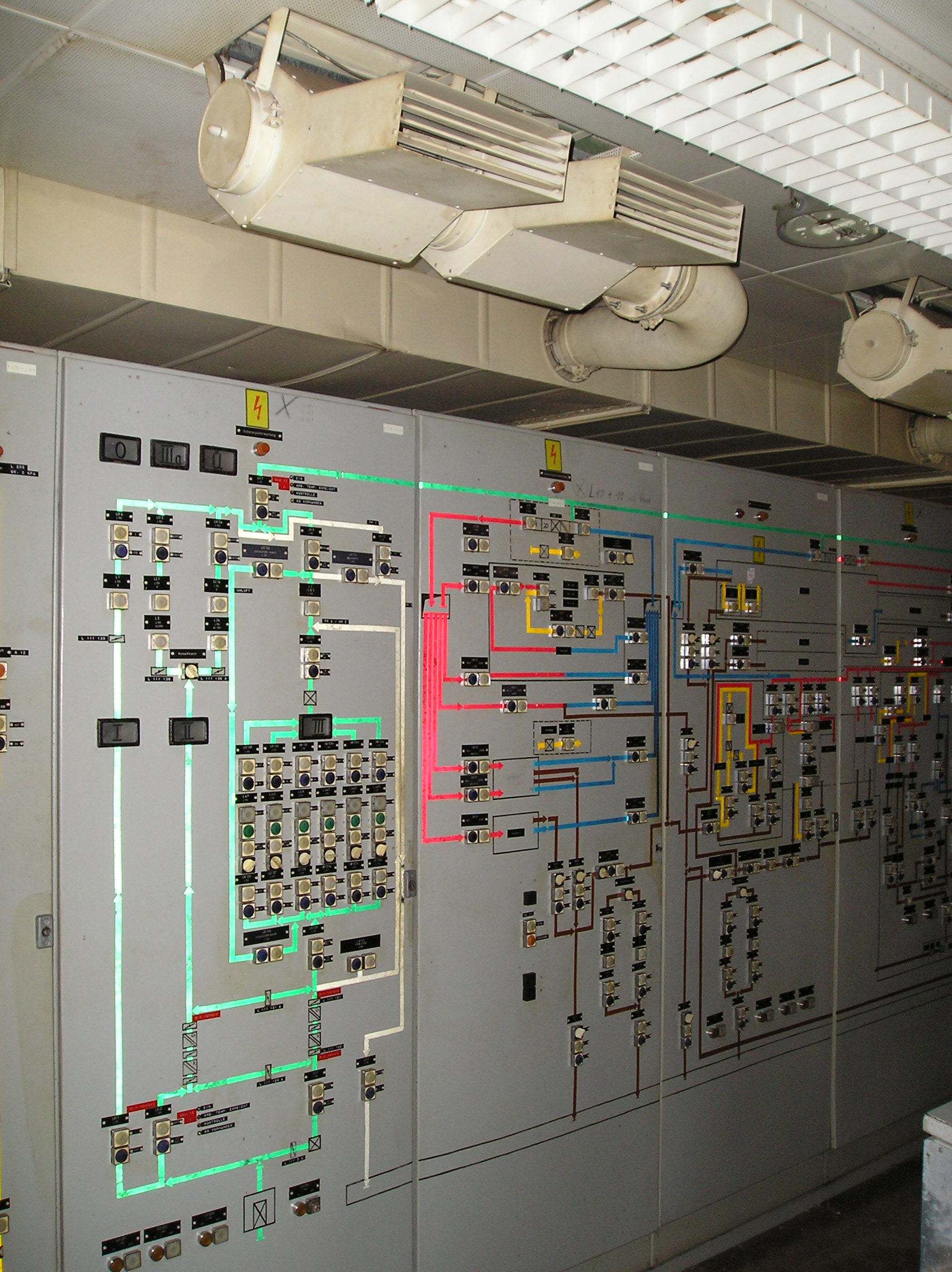
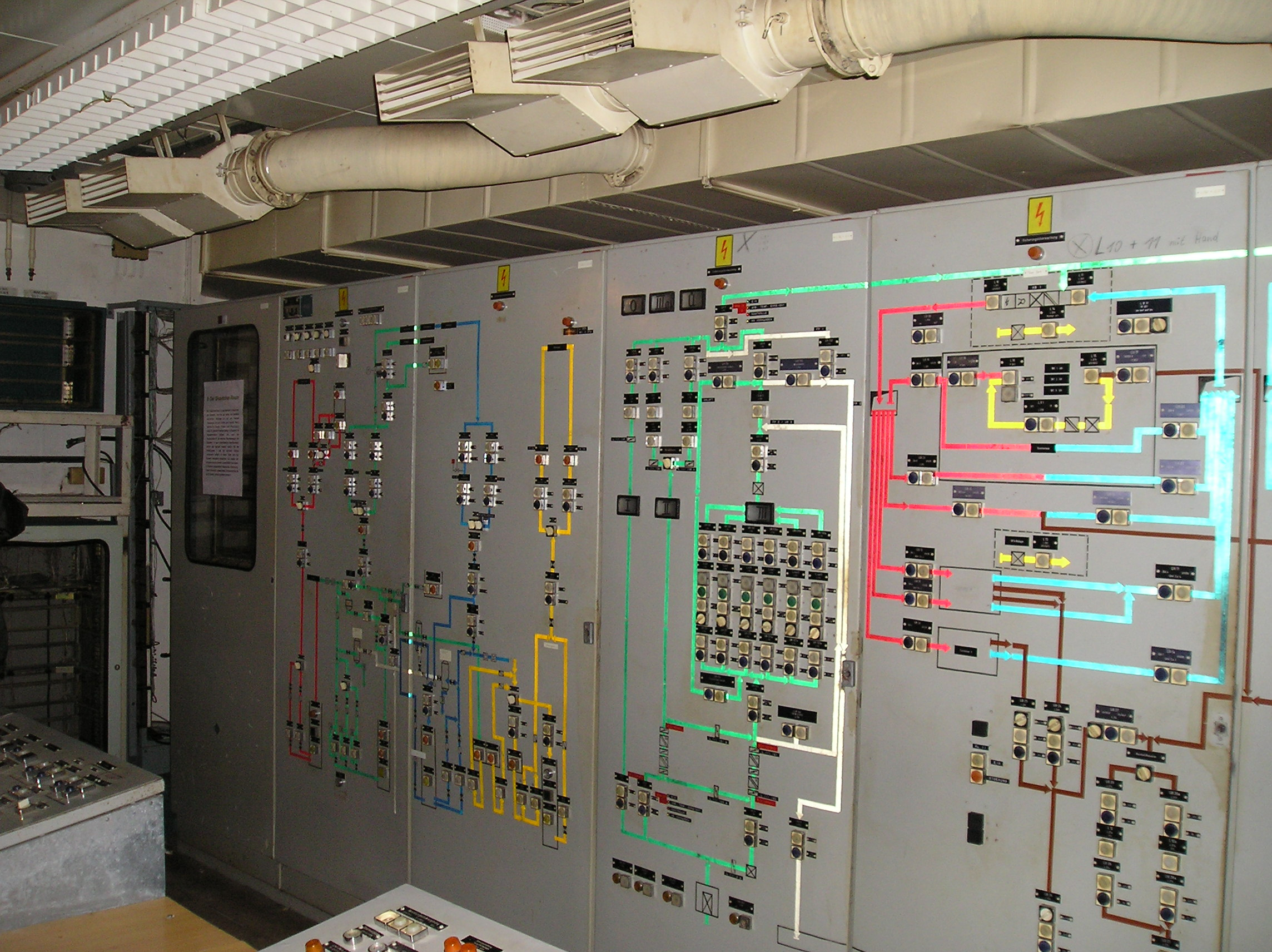
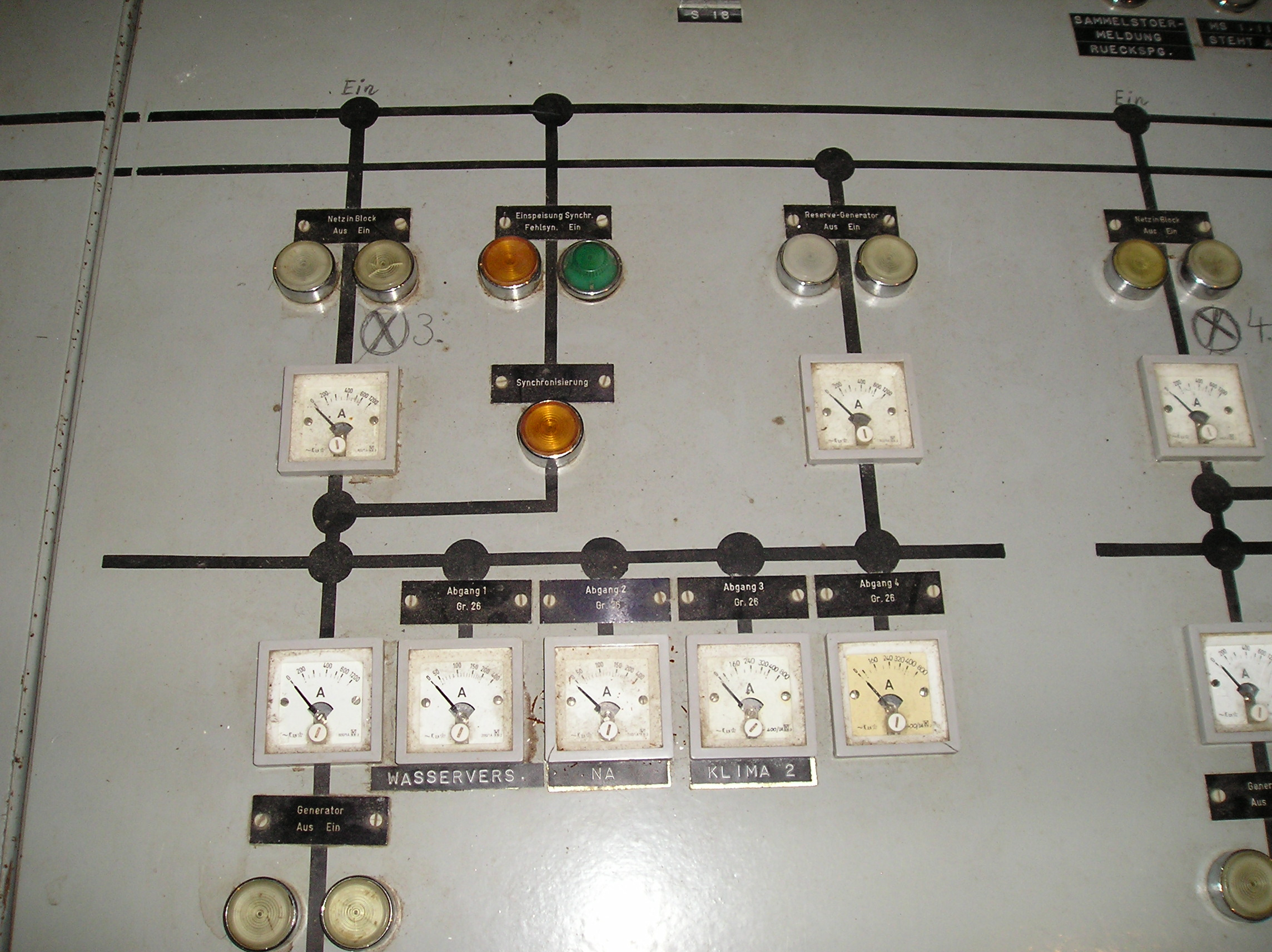
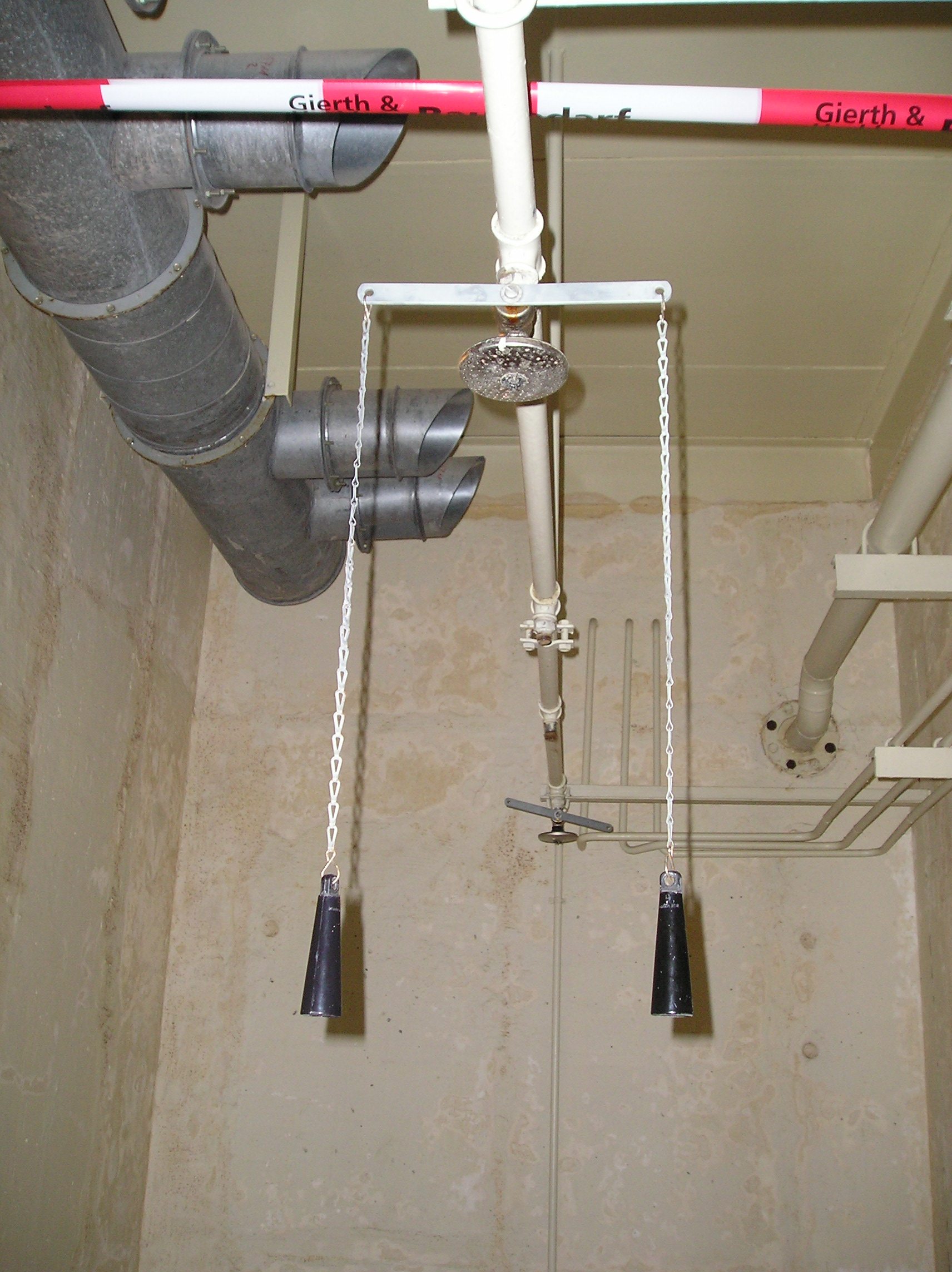
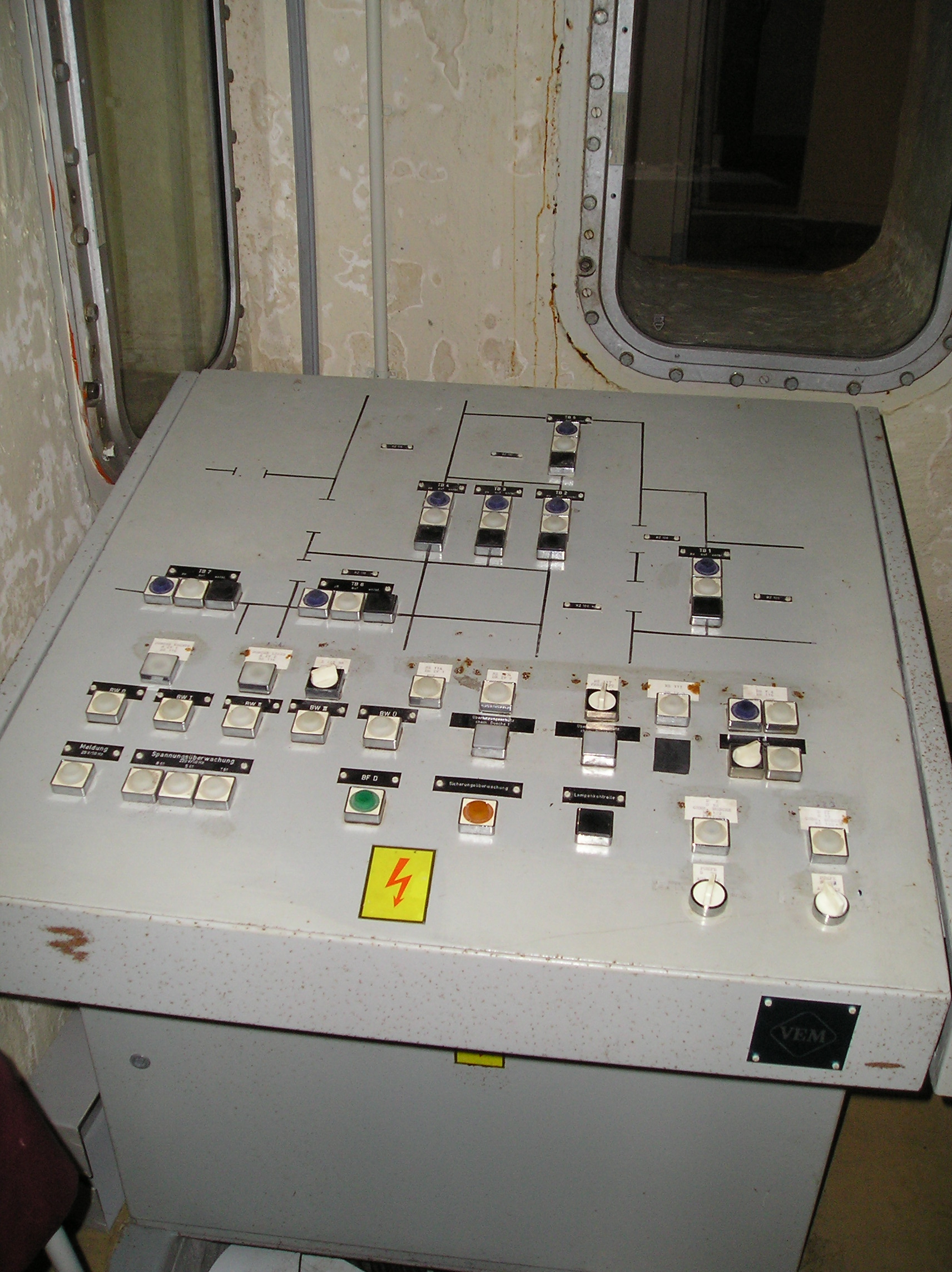
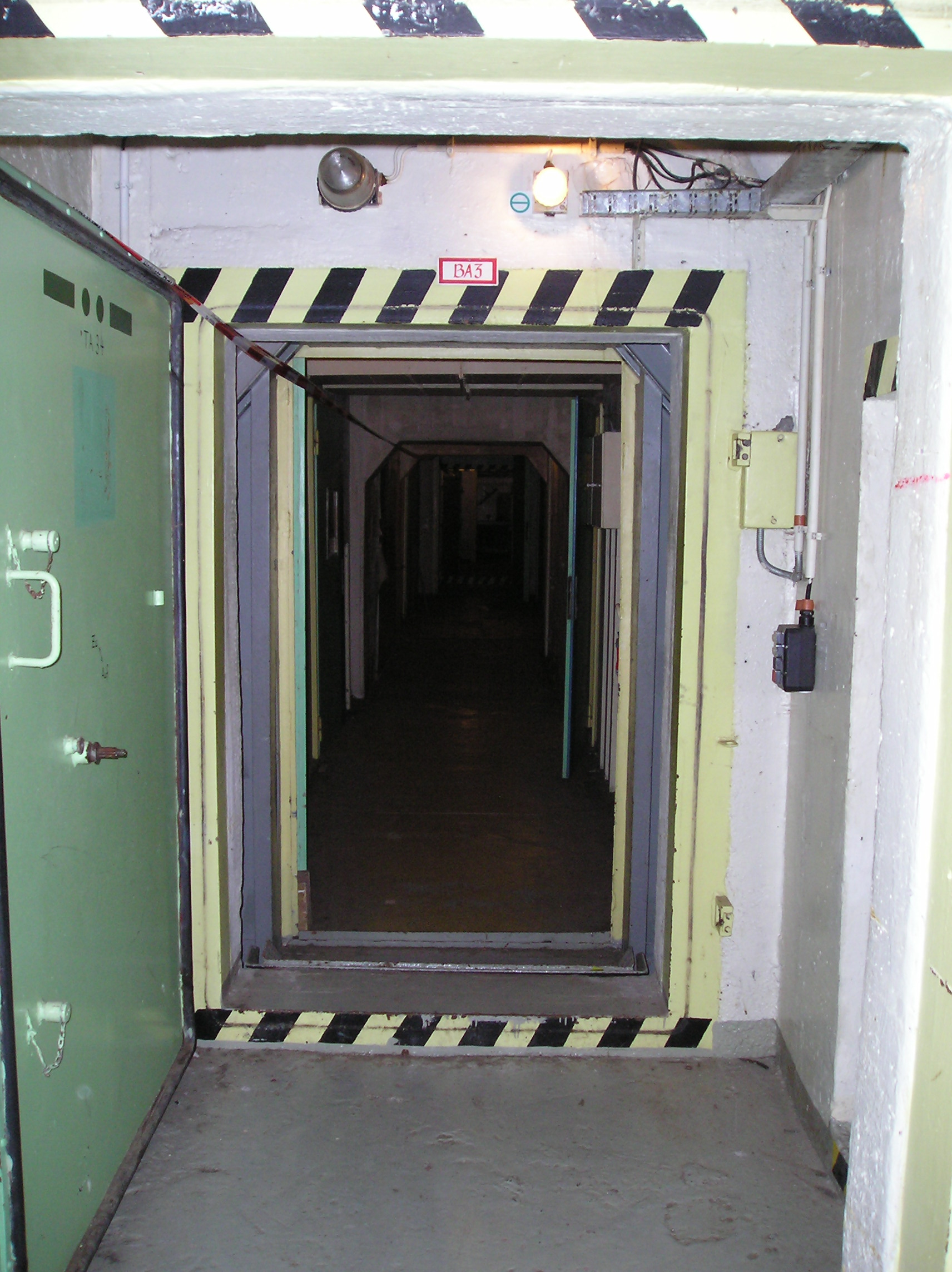
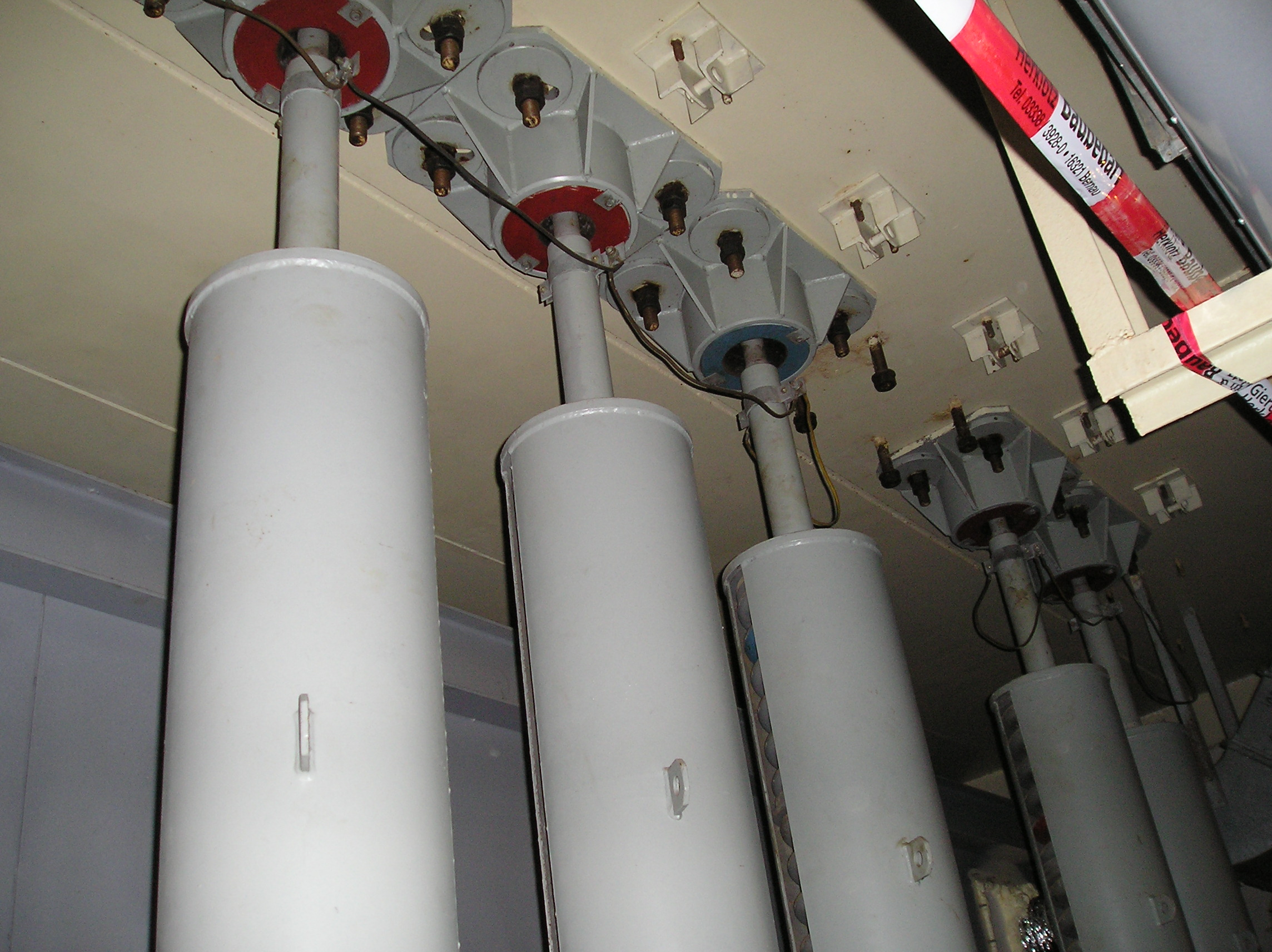
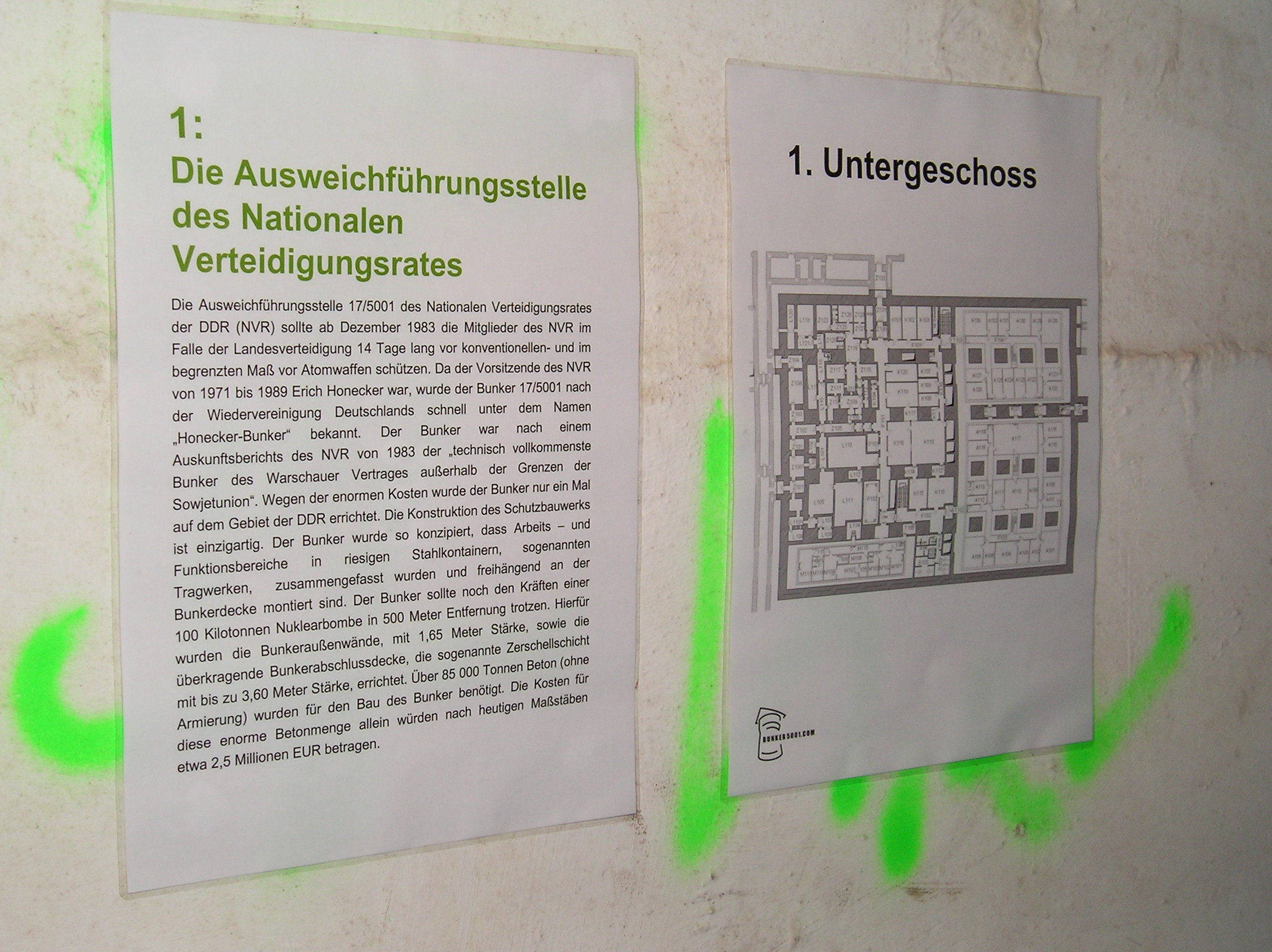
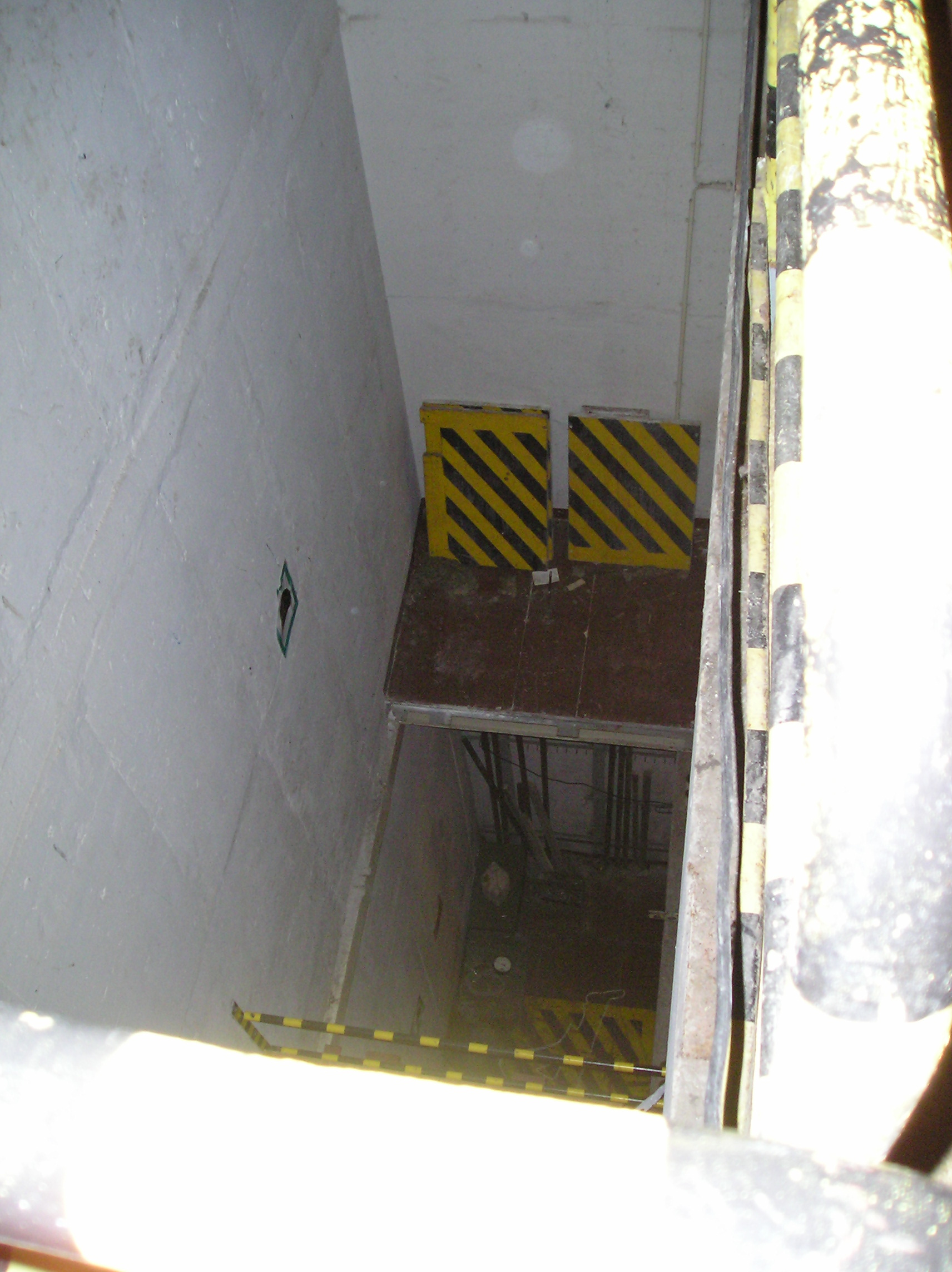
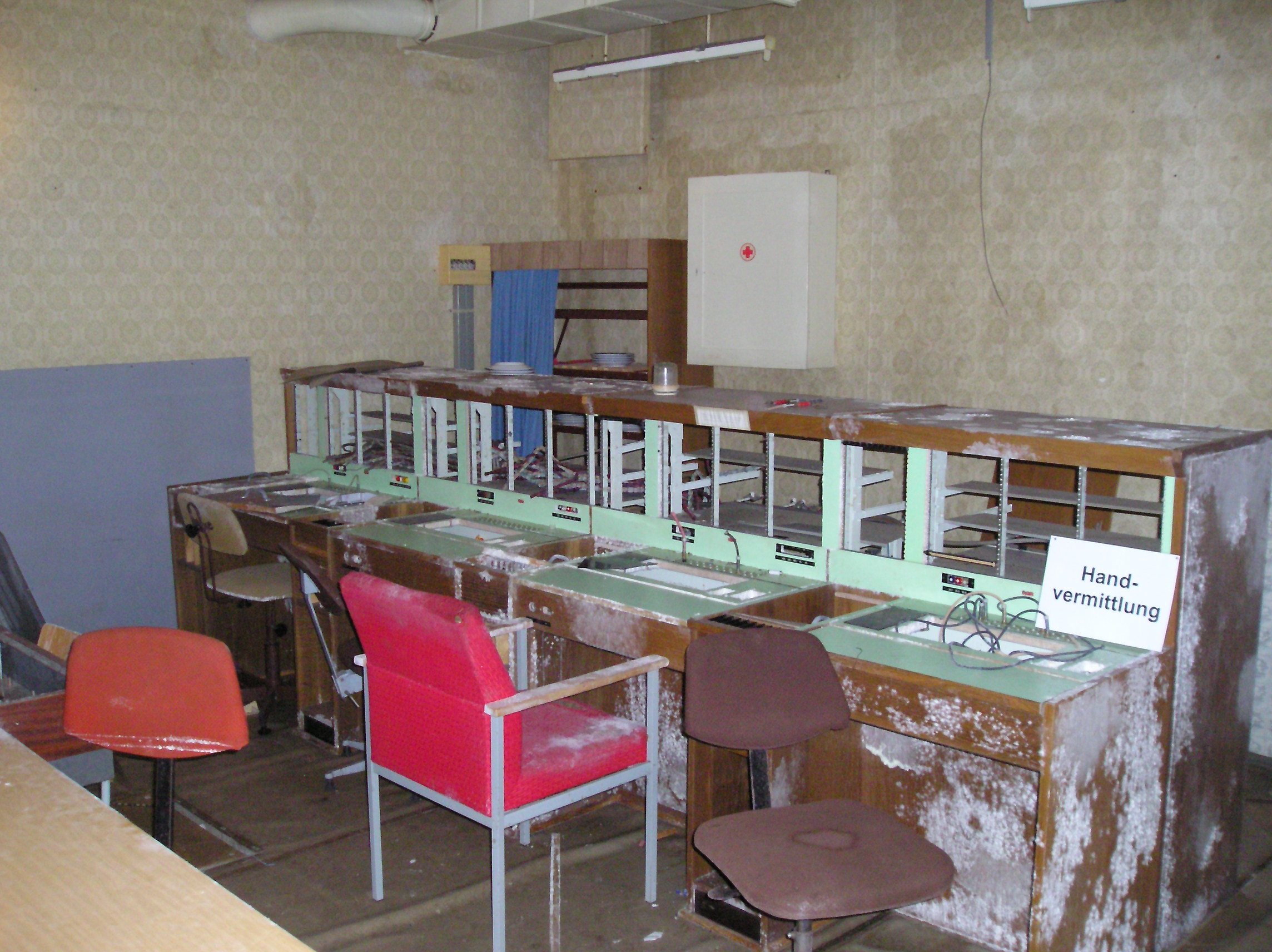
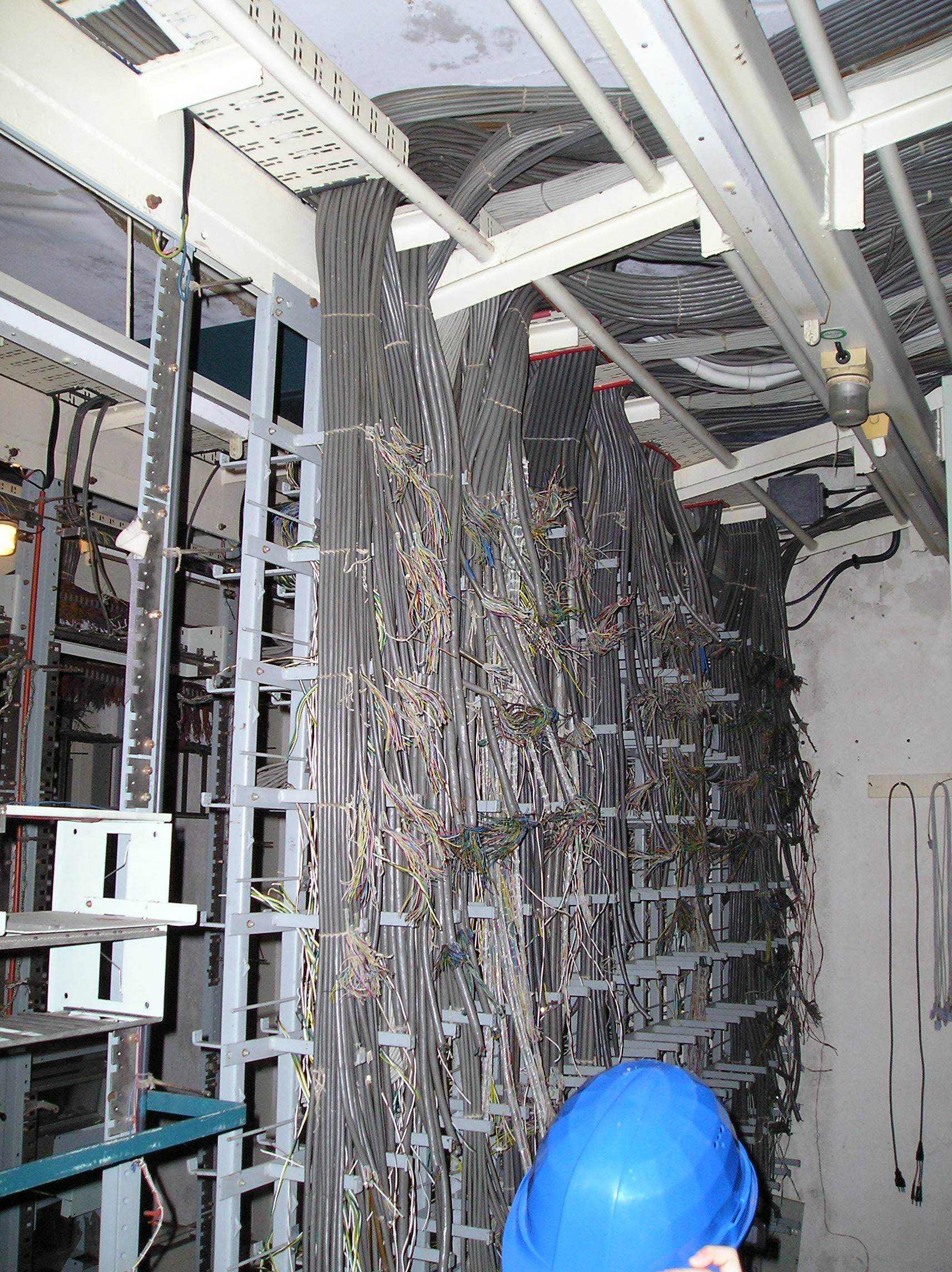
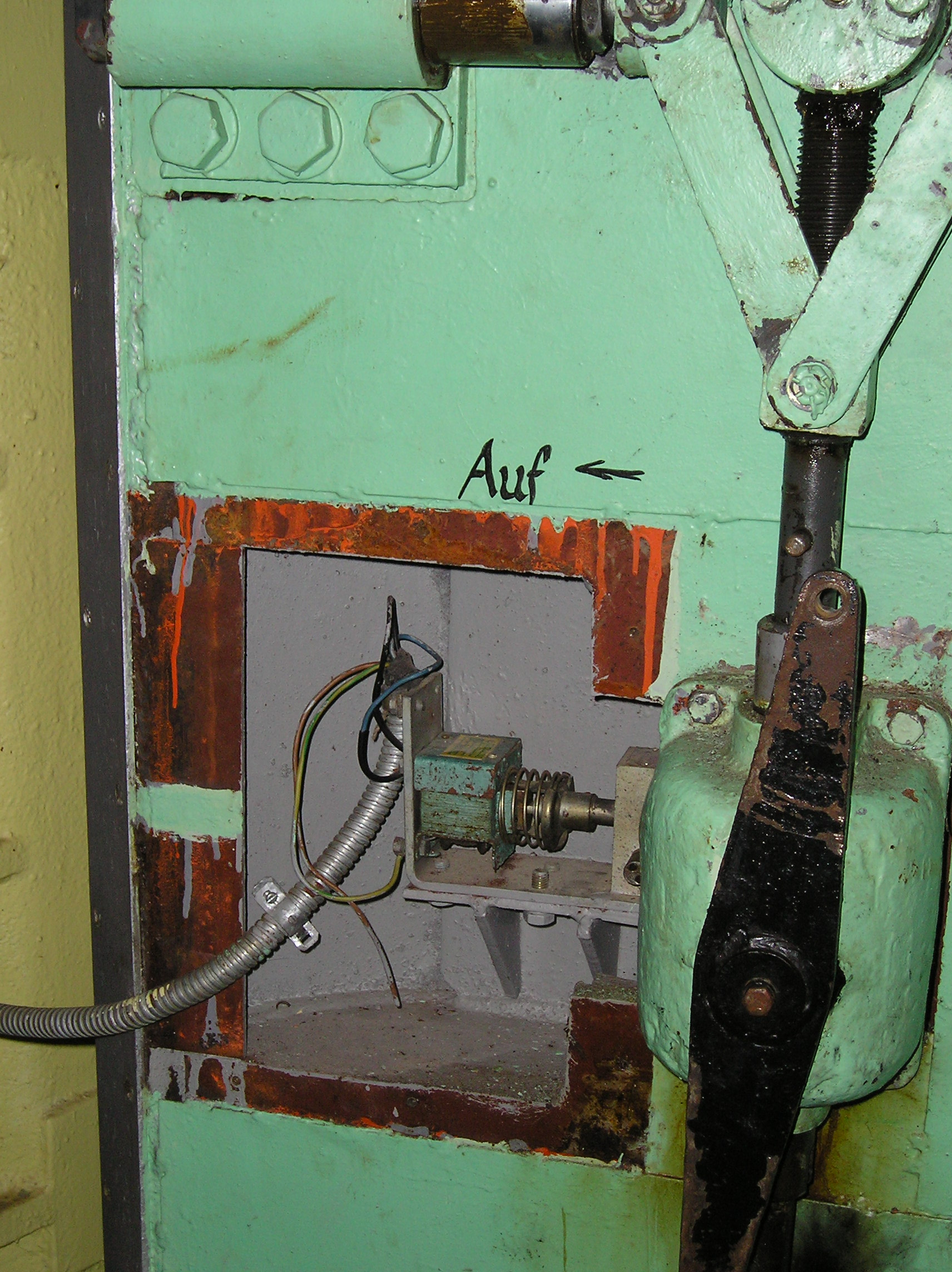
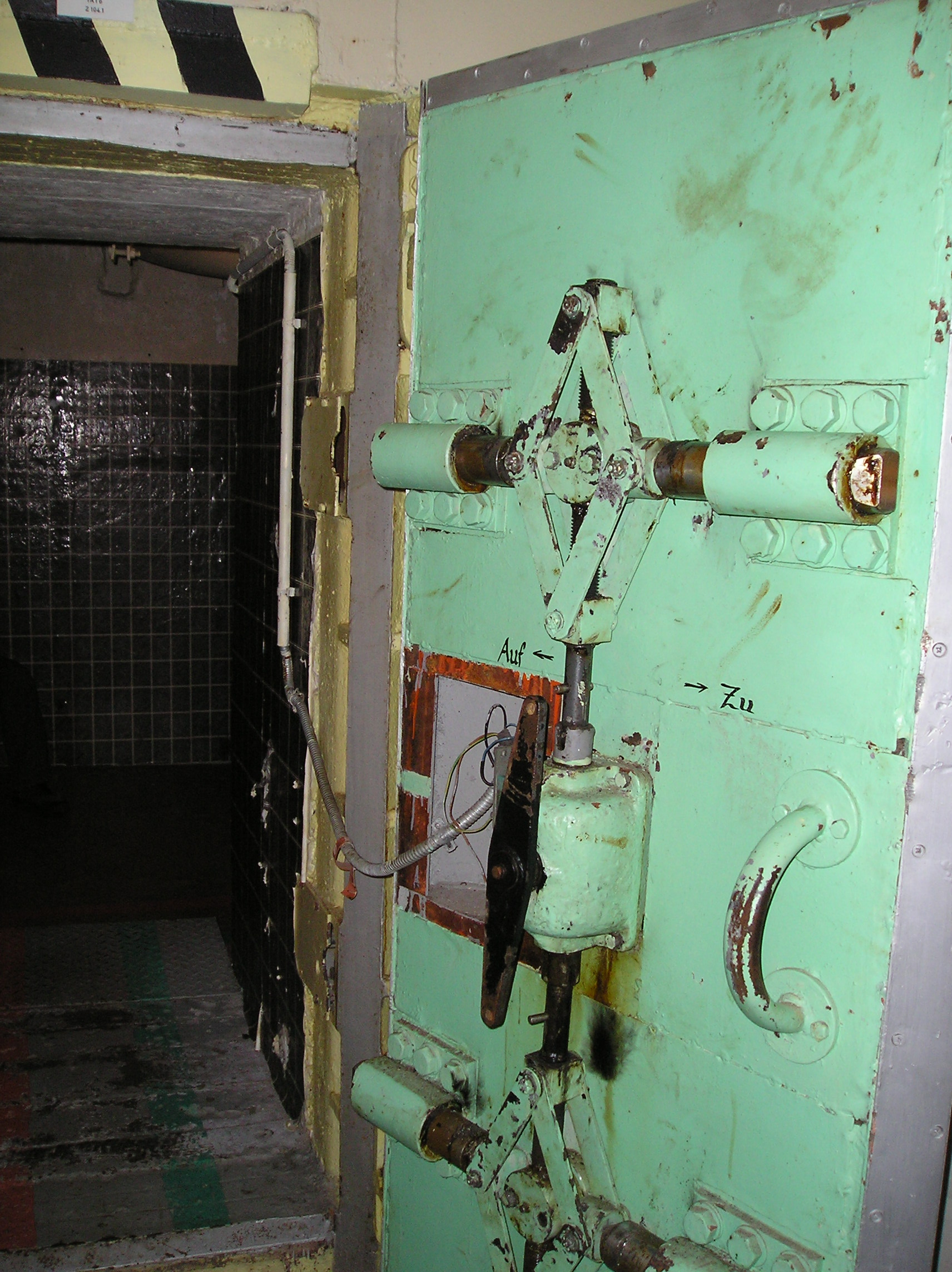
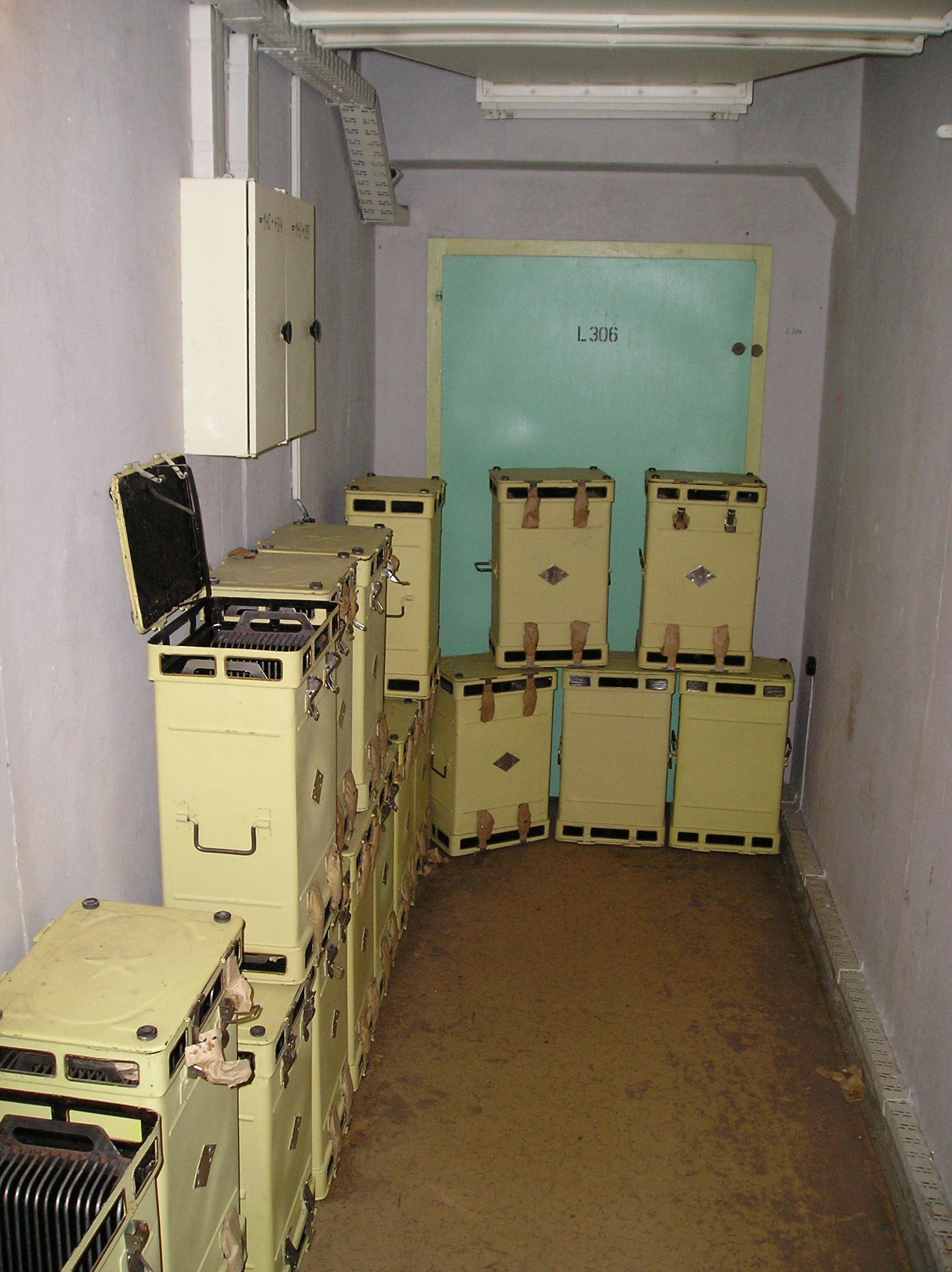